# Euphorbia pseudofulva
Euphorbia pseudofulva är en törelväxtart som beskrevs av Faustino Miranda. Euphorbia pseudofulva ingår i släktet törlar, och familjen törelväxter. Inga underarter finns listade i Catalogue of Life.